# 高田富與
- 高田富與
- 高田富与

高田 富與（たかだ とみよ、1892年5月11日 - 1976年10月17日）は、日本の弁護士、政治家。札幌市議、第5代札幌市長（在任1947年 - 1959年。3期。初代公選市長）、自由民主党所属の衆議院議員（2期）。

## 略歴
福島県石城郡大野村（現・いわき市）生まれ。従兄の子に鯨岡兵輔がいる。11歳で渡道し、豊平村（現・札幌市豊平区）の知人宅に身を寄せる。100日余で野幌兵村（現・江別市野幌）の親戚を頼って転居。江西尋常高等小学校（現・江別第二小学校）高等科卒業までの3年半を過ごす。卒業後、札幌郵便局通信伝習生養成所で学び、電信の取り扱いを習得。修了後は郵便局職員として岩見沢に赴任。1908年7月から江別郵便局勤務。その後北海道師範学校を卒業し1914年から1921年には小学校教員を務め、札幌の山鼻小学校で教員の減給案に強く意見し反響を得たことをきっかけに多くの人々を救済したい思いから弁護士を志す。
1923年、中央大学専門部を卒業し弁護士。1930年からは札幌市議を3期務め、水道事業や発電事業の建設を強く訴え藻岩発電所・藻岩浄水場の建設を実現し札幌市の電気・水道の礎を築きこの他円山総合運動場の建設や市庁舎改築等を推進する。またこの間、北海道綴方教育連盟事件（1941年）の弁護に当たる。
1947年、民選初となる第5代札幌市長に初当選。「物欲を去れ、名誉欲を去れ、人の喜びを喜びとし、人の愁いを愁いとせよ」の方針のもとインフラ整備や教育改革を進める。在任中の1950年に第1回さっぽろ雪まつり開催、1951年に円山動物園建設を推進、またテレビ塔・中央卸売市場・市民会館・藻岩山観光施設など都市発展の基盤を確立した。1957年、第8代全国市長会会長を務める。1959年、3期12年務めた市長を退任。
1959年、第28回衆議院議員補欠選挙に北海道1区から自由民主党公認で立候補し当選。1960年、第29回衆議院議員総選挙で再選。
この他、北海道テレビ放送の監査役も務めた。
1976年10月17日、心不全に伴う尿毒症のため札幌市民病院で死去。84歳。

## 著書
- 市政私記（1954年、私家本）
- 綴方連盟事件（1958年）
- なぎさのあしあと（1970年、柏葉書院）
- 市政史記（1972年、私家本）